# Apollo 10
Apollo 10 var det fjärde bemannade och det tionde uppdraget i Apolloprogrammet. Uppdraget hade som mål att testa månlandarens olika system i omloppsbana runt månen och månlandarens landningsmodul som sista provet inför det slutliga målet att landsätta en människa på månen med Apollo 11. Medan Stafford och Cernan styrde ner månlandarens kommandomodul till en höjd av 15,2 km ovanför månens yta cirklade Young ensam i kommandomodulen.
För att försäkra sig om att astronauterna inte skulle bestämma sig för att landa på månen hade man inte tankat uppskjutningssteget på månlandaren fullt. Det hade visserligen gått att landa på månen, men det hade inte varit möjligt att lyfta och återvända till kommandomodulen.

## Besättning
- Thomas P. Stafford, befälhavare
- John W. Young, pilot, kommandomodulen
- Eugene A. Cernan, pilot, månlandaren

## Rekord

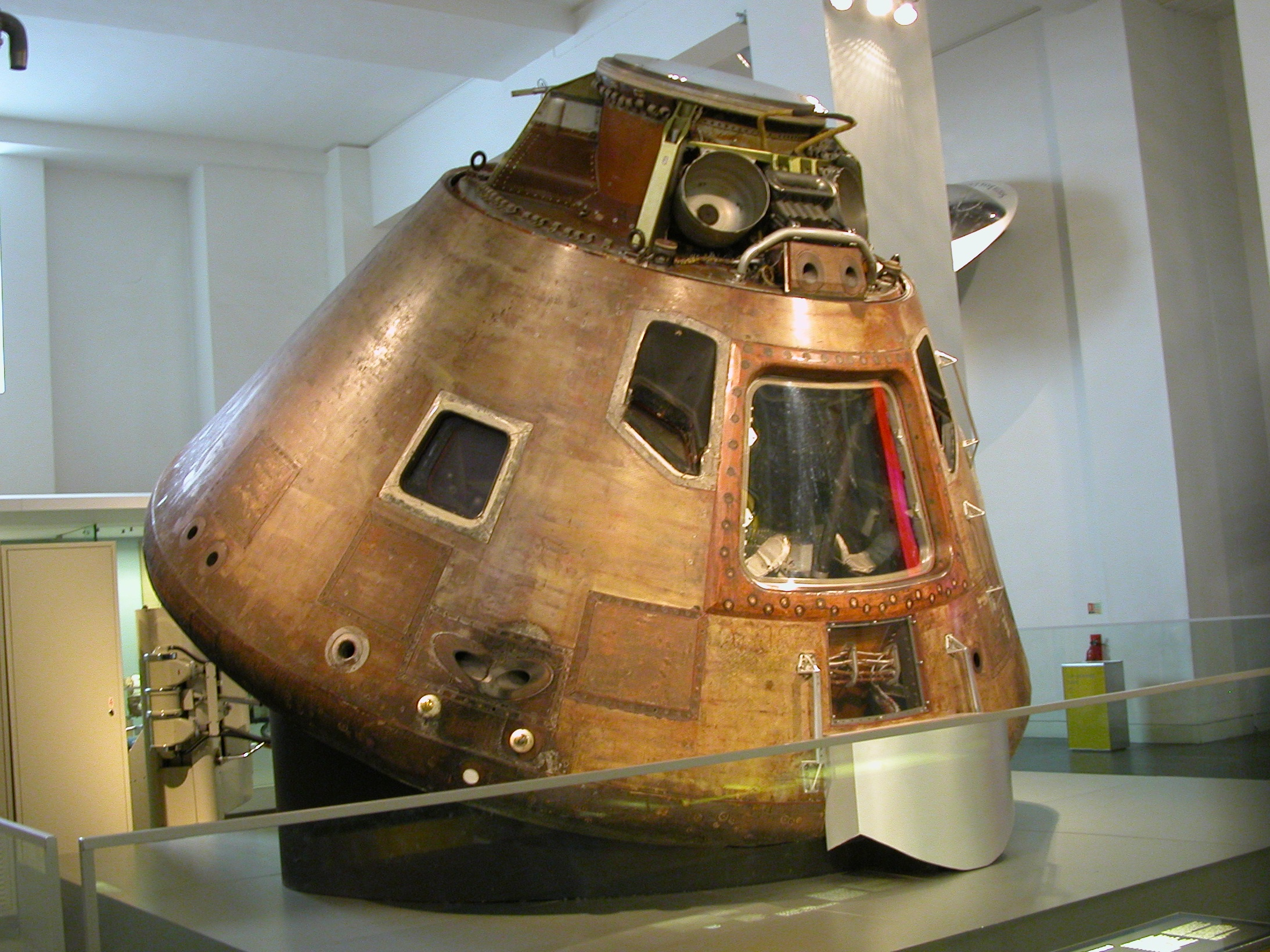
Apollo 10 rymdkapseln Charlie Brown

Under hemresan som tog 53 timmar sattes hastighetsrekord för bemannad farkost i rymden med 39 897 km/h. 
Farten när man lämnade månen var 6 634 km/h men sjönk sedan p.g.a. månens dragningskraft till ca 5 230 km/h. Därefter ökade farten p.g.a. jordens dragningskraft till max, strax efter att man nådde atmosfären som bromsade in kapseln.

### Fotnoter
1. ↑  ”NASA Space Science Data Coordinated Archive” (på engelska). NASA. https://nssdc.gsfc.nasa.gov/nmc/spacecraft/display.action?id=1969-043A. Läst 27 mars 2020.
2. ↑  ”NASA Space Science Data Coordinated Archive” (på engelska). NASA. https://nssdc.gsfc.nasa.gov/nmc/spacecraft/display.action?id=1969-043C. Läst 27 mars 2020.